# 瞿阳镇
瞿阳镇，是中国河南省驻马店市遂平县下辖的一个乡镇级行政单位。

## 行政区划
瞿阳镇共辖以下地区：
前进社区、铁西社区、富强社区、金山社区、泰安社区、寄桥社区、王陈社区、高集社区、马庄社区、郭庄社区、前先庄社区、徐店社区。